# 南拉兰热拉斯
南拉兰热拉斯是巴西巴拉那州的一个市镇。总面积671.121平方公里，总人口31516人，人口密度47人/平方公里。